# Lupercio Leonardo de Argensola
Lupercio Leonardo de Argensola (Barbastro, Huesca, 14 de diciembre de 1559 - Nápoles, 2 de marzo de 1613) fue un poeta, historiador y dramaturgo español.
Destaca por su obra poética, de corte clasicista, y por ser uno de los iniciadores del teatro clásico español, adscribiéndose a la escuela renacentista de fines del siglo XVI, con sus dos tragedias conservadas Isabela y Alejandra, escritas en su juventud. Su poesía fue reunida y publicada por su hijo Gabriel junto con las de su hermano, el también poeta, Bartolomé, con el título de Rimas. Cronista mayor del Reino de Aragón, publicó obras sobre las Alteraciones de Zaragoza y continuó la labor de los Anales de la Corona de Aragón, con adiciones a dicha obra, escrita por Jerónimo Zurita.

## Biografía
Cursó estudios de Filosofía y de Jurisprudencia en Huesca y de Retórica e Historia en Zaragoza con Andrés Scoto y, finalizados estos, se trasladó a Madrid, donde concurrió a academias poéticas y adoptó el seudónimo de «Bárbaro», jugando con el nombre de Mariana Bárbara de Albión, con quien se casó en 1587. 
Durante su estancia en Madrid, ocupó diversos cargos públicos, entre ellos, la secretaría de Fernando de Aragón y Gurrea, quinto duque de Villahermosa y a la muerte de este, la de la emperatriz viuda María de Austria. Fue nombrado Cronista mayor del Reino de Aragón en 1599, cargo que ocuparía hasta su muerte.

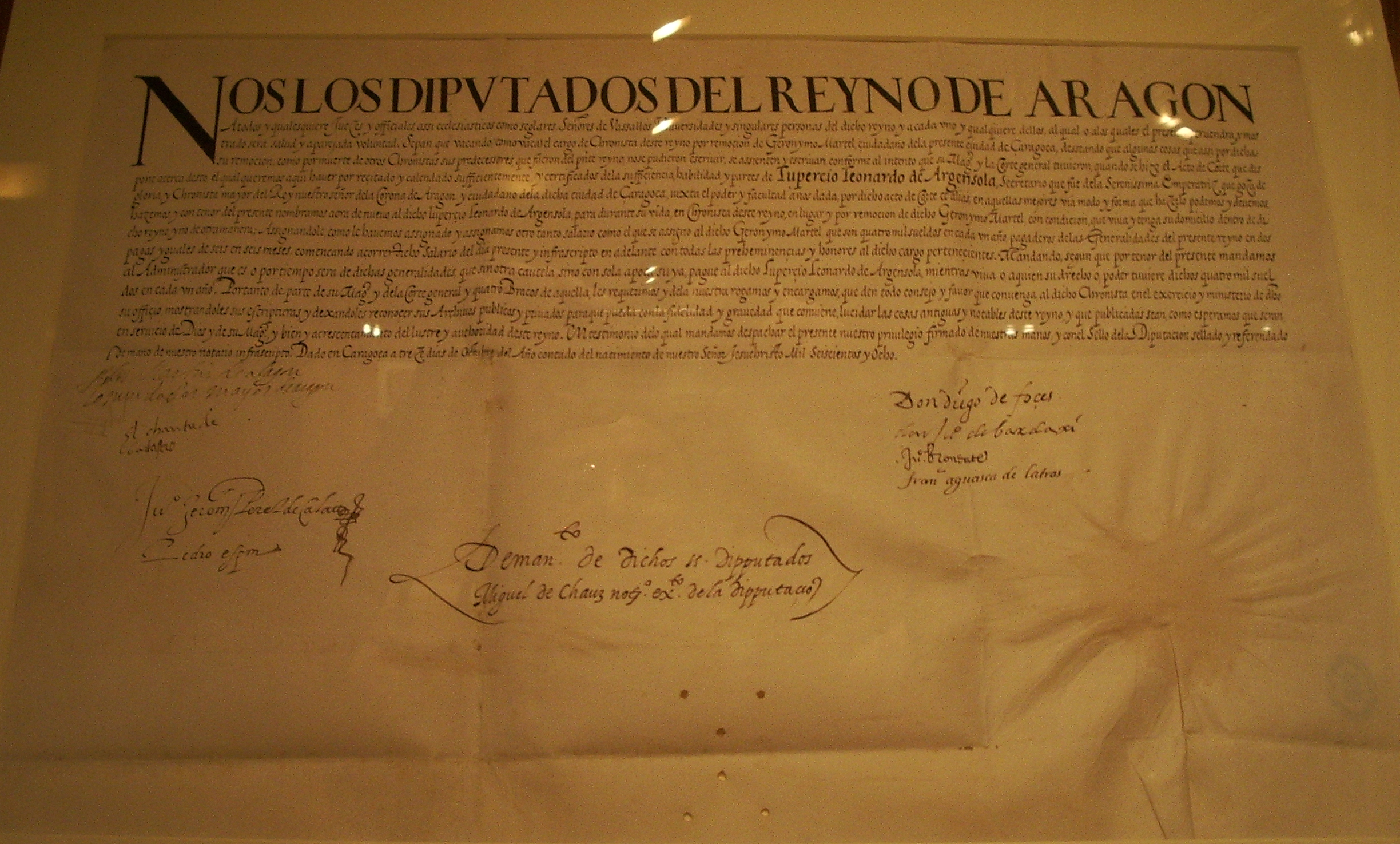
Los Diputados de la Generalidad del Reino de Aragón publican el nombramiento de Lupercio Leonardo de Argensola como Cronista del Rey de Aragón, con una asignación de cuatro mil sueldos anuales a cargo del Impuesto de Generalidades. 13 de octubre de 1608.

A la muerte de la emperatriz en 1603, abandona la corte para marchar a residir a su quinta de Monzalbarba, un pueblo de los alrededores de Zaragoza. En 1610, al ser nombrado el conde de Lemos virrey de Nápoles, marchó con él como secretario, cargo en el que fue sucedido por su hijo Gabriel. Allí fue uno de los principales impulsores de la Academia de los Ociosos; sin embargo una repentina enfermedad le provocó la muerte.
Amante de los clásicos, como su hermano Bartolomé, admiró sobre todo a los poetas Horacio y Marcial. Su lírica se caracteriza por su raigambre clasicista y un carácter moralizante. Escribió sonetos, tercetos, canciones, epístolas y sátiras. Sus obras poéticas (cuyos manuscritos —según cuenta su hermano— quemó el propio Leonardo) fueron recogidas por su hijo y publicadas en 1634 junto con las de Bartolomé con el título de Rimas de Lupercio y del doctor Bartolomé Leonardo de Argensola.
Compuso también las tragedias Filis (que no se ha conservado), Alejandra e Isabela, que fueron elogiadas por Cervantes (Quijote, I, XLVIII), que datan aproximadamente de 1580. Consideraba inmorales las comedias de la época. Para él la poesía debía ser vehículo de la Filosofía Moral. Como cronista escribió una Información de los sucesos de Aragón en 1590 y 1591, documento histórico basado en los disturbios ocurridos con motivo de haberse refugiado Antonio Pérez en Aragón.

## Obra poética

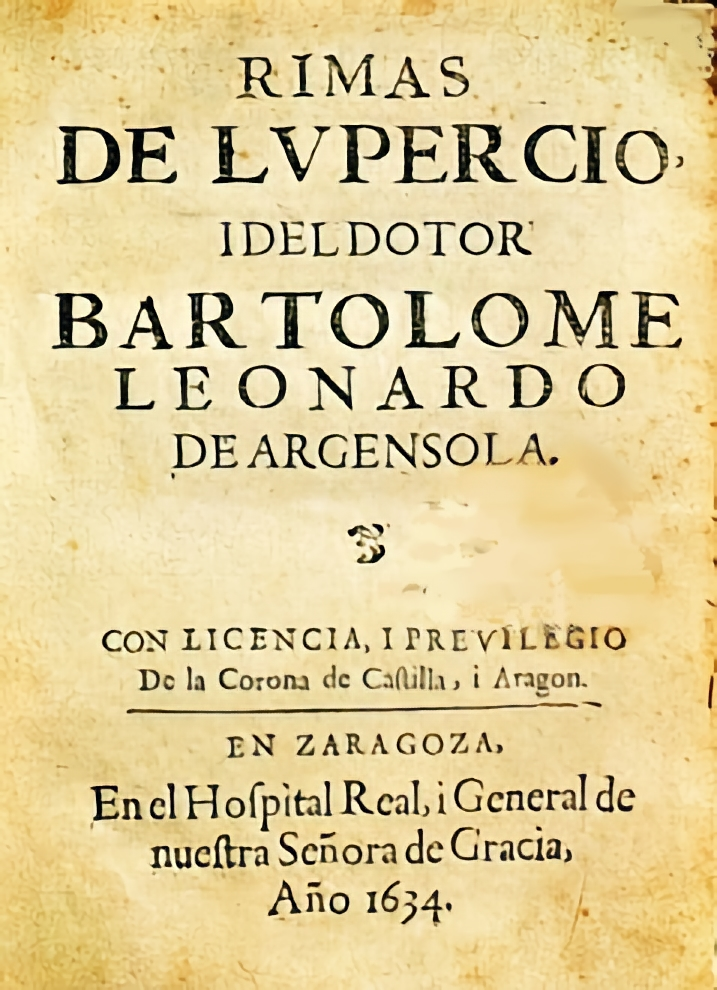
Portada de las Rimas de los Argensola, Zaragoza, 1634.

Los temas de su poesía están presididos por la preocupación por la decadencia y el paso del tiempo, aunque para combatirlo recurre a un pensamiento fundamentalmente estoico que se puede observar incluso en su poesía amorosa, siempre exenta de sensualismo, como los que comienzan «Dentro quiero vivir de mi fortuna», o el titulado «AL SUEÑO», que comienza con el verso «Imagen espantosa de la muerte». Sin embargo, la tradición petrarquista del siglo XVI le lleva a tratar el amor desde un punto de vista neoplatónico o satírico a modo de ejercicios de estilo. Sin embargo, en las canciones, el tono horaciano eleva frecuentemente el tono.
De gran perfección clásica es el soneto «La vida en el campo» donde se aprecia el tono neoestoico y se trata el tema del Beatus ille de Horacio.
También mostró un gran dominio de la poesía satírica, teniendo entre sus modelos a Persio, Juvenal y sobre todo, al bilbilitano Marcial. La «Epístola a don Juan de Albión» (1582), es una alabanza de la aurea mediocritas que pasa revista crítica a distintos tipos de la sociedad barroca. Utiliza en su justa medida el lenguaje coloquial y el dicho popular; en sus propias declaraciones afirma escribir sátiras generales contra vicios, no contra personas. Un ejemplo de soneto satírico lo tenemos en el que comienza «Esos cabellos en tu frente enjertos», contra la engañosa juventud hipócrita, habitual entre los temas del desengaño barroco.
Compuso también poesía religiosa y de circunstancias, que no albergan mayor interés, salvo los tercetos de la «Descripción de Aranjuez», que fueron admirados por Azorín. Tradujo también seis odas de Horacio de modo ejemplar. 
Lope de Vega dijo de los Argensola:

Parece que vinieron a Aragón a reformar en nuestros poemas la lengua castellana, que padece por novedad frases horribles, con que más se confunde que se ilustra.
Lope de Vega.

## Teatro
A la primera mitad de la década de 1580, Lupercio Leonardo de Argensola escribe tres tragedias, Filis, Isabela y Alejandra, de las que la primera no ha llegado a nuestros días. Se trata de tragedias cristianas, de carácter moralizador, cuyos modelos son griegos. Se hallan divididas en cuatro actos pero carecen de coro y de respeto a las unidades neoaristotélicas de tiempo, lugar y acción. Además Lupercio usa de la polimetría y, en general, remiten a la escuela dramática valenciana de fines del siglo XVI.
La tragedia Isabela sitúa la acción en la Saraqusta del siglo XI, y dramatiza las persecuciones de los mozárabes por parte del rey moro Alboacén, que remiten, a su vez, a las de Daciano a Santa Engracia y a los «innumerables mártires» de Zaragoza del siglo IV. Se ha pensado que la obra es una denuncia del integrismo religioso y la persecución y expulsión de los moriscos de la época contemporánea a Lupercio.
La Alejandra se sitúa en el antiguo Egipto, y critica la vida de la corte, en consonancia con el tópico del «menosprecio de corte». Sobre sus tragedias, Aurora Egido plantea la tesis de que Lupercio muestra cómo el mal gobierno de los reyes «conduce a su propia desgracia y a la de todos sus súbditos, incluidos los inocentes».
Se trata de un teatro de buena factura en el lenguaje y los diálogos, que usan una variada polimetría, aunque carecen de la vigorosa acción dramática de las de Lope de Vega, anteponiendo el relato de los hechos y el debate de ideas, a las acciones. Aunque Cervantes indica que fueron admiradas por el pueblo de Madrid en su representación, siendo además modélicas en su respeto a los preceptos aristotélicos, solo se sabe con seguridad que Isabela fue representada en Zaragoza entre 1579 y 1581 con éxito de público.

### Ediciones modernas
- Obras, ed. José Manuel Blecua, Madrid, Espasa-Calpe, 1972.
- Rimas, ed. Fernando Aristín Ruiz, Dueñas (Palencia), Simancas, [2003].

## Artículos y estudios monográficos
- EGIDO, Aurora, Bosquejo para una historia del teatro en Aragón hasta finales del siglo XVIII, Zaragoza, Institución «Fernando el Católico», 1987.
- GREEN, Otis H., «Bartolomé Leonardo de Argensola y el Reino de Aragón», Archivo de Filología Aragonesa, vol. IV, 1952, págs. 7-112.
- ——, Vida y Obras de Lupercio Leonardo de Argensola, Institución «Fernando el Católico», Zaragoza, 1945. Edición completa en PDF en la Biblioteca virtual de la Institución Fernando el Católico.
- MARCOS MARÍN, Francisco A., Lupercio Leonardo de Argensola (1559-1613). Laboratorio de Lingüística Informática
- MONTANER FRUTOS, Alberto, «Leonardo de Argensola, Lupercio», en Diccionario Filológico de Literatura Española (siglo XVII), P. Jauralde (dir.), Madrid, Castalia, 2010 (Nueva Biblioteca de Erudición y Crítica, 31), vol. I, págs. 702-720.